# Кирил Комбаров
Кирил Комбаров е руски футболист, полузащитник. От 2010 г. играе за Спартак Москва. Неговият брат-близнак Дмитрий също е футболист на Спартак. Двамата са собственици на отбора от Руска Втора Дивизия ФК Домодедово.

## Кариера
Занимава се с футбол от 4-годишен. Заедно с брат си тренират в академията на Спартак Москва до 2001, когато напускат поради конфликт с треньора. Те продължават кариерата си в Динамо. Кирил дебютира за мъжкия отбор през септември 2006 в мач за Купата на Русия срещу Локомотив Нижни Новгород. През 2007 халфът успява да се наложи отдясно на полузащитата и печели наградата за най-добър млад играч в Русия. През лятото на 2010 братята преминава в Спартак Москва, като трансферът е на обща стойност 10 милиона долара. До края на сезона Кирил не записва нито един мач поради контузия. През сезон 2011/12 играе основна роля в състава, като е използван като халф и десен бек. Поради нарастващата конкуренция в състава на „червено-белите“ Кирил все по-рядко получава шансове за изява. На десния бек се завръща Сергей Паршивлюк, а в халфовата линия са привлечени футболисти като Тино Коща и Хосе Мануел Хурадо. От лятото на 2014 г. Комбаров играе под наем в Торпедо Москва, където записва 23 мача и вкарва 3 гола.